# 怀廷反应
怀廷反应（英語：Whiting reaction）指丁炔二醇类用氢化铝锂处理时转变为相应的二烯烃。

## 应用
用于facapentadiene的合成